# András Gedö
András Gedö (Budapest, 3 de mayo de 1932) es un filósofo y profesor universitario retirado de origen húngaro. Es miembro de la Sociedad Internacional de Filosofía Dialéctica (Nemzetközi Dialektikus Filozófiai), así como Candidato de Ciencias Filosóficas (1959) y Doctor en Ciencias Filosóficas (1969). Fue catedrático universitario en la Facultad de Política del MSZMP.

## Carrera intelectual
Fue alumno de ELTE entre 1950 y 1954. Entre 1954 y 1957 trabajó como aspirante. Entre 1961 y 1971 trabajó como miembro del consejo de redacción de la editorial Paz y Socialismo. En 1971 se doctoró, luego de la defensa de su tesis "La génesis del saber filosófico" (A filozófiai tudás genézise), donde resulta evidente su interés por el diálogo histórico-filosófico y la noción de "crisis de conciencia" como desafío a los límites epistémicos de la sociedad burguesa que atravesará sus futuras obras, en pos de dar, a su juicio, una expresión consciente a los intereses de la clase obrera;ejerciendo como profesor universitario desde 1972. Actualmente, se encuentra retirado.
Sus áreas de investigación son la epistemología, la teoría dialéctica, la historia de la filosofía y la filosofía contemporánea. Sus libros tuvieron una importante resonancia nacional e internacional, siendo publicado y leído en la Unión Soviética, en "las dos Alemanias" (la República Democrática Alemana y la República Federal de Alemania), Checoslovaquia (actuales República Checa y Eslovaquia), Polonia, Cuba, Estados Unidos y Japón. Después del alzamiento húngaro de 1956, participó de las acusaciones de revisionismo contra el pensamiento filosófico de Georg Lukács, quien denunciaba las fechorías del estalinismo.

## Faceta política
Fue miembro del Partido Socialista de los Trabajadores de Hungría (Magyar Szocialista Munkáspárt).

## Publicaciones seleccionadas

### Libros y artículos originales
- Gedö, A. (1971). Der entfremdete Marx. Max Stirner Archiv Leipzig: http://www.max-stirner-archiv-leipzig.de/dokumente/Gedoe-Der_entfremdete_Marx.pdf
- Gedö, A. (1978). Philosophie der Krise. Berlin, Frankfurt am Main: Verlag Marxistische Blätter.
- Gedö, A. (1979). Positivismus und „Postpositivismus". Deutsche Zeitschrift für Philosophie, XXVII(12), 1467-1474. https://doi.org/10.1524/dzph.1979.27.12.1467
- Gedö, A. (1987). The Historical Character of the Concept of Nature. Nature, Society, and Thought, I(1), 129-146. http://www.autodidactproject.org/other/gedohistnat.html
- Gedö, A. (1988). Marx oder Nietzsche? Die Gegenwärtigkeit einer beharrenden Alternative. Deutsche Zeitschrift für Philosophie, XXXVI(9), 787-790. https://doi.org/10.1524/dzph.1988.36.9.787
- Gedö, A. (1990). The Contemporary Attack on Science. Nature, Society, and Thought, III(2), 179-195. http://the-trusteeship.com/docs/nst032.pdf#page=53
- Gedö, A. (1993). Gramsci’s Path through the Tension between “Absolute Historicism” and Materialist Dialectics Marxism as Historical Philosophy. Nature, Society, and Thought, VI(1), 7-40. https://conservancy.umn.edu/bitstream/handle/11299/149712/nst061.pdf?sequence=1&isAllowed=y
- Gedö, A. (1994). Der philosophische Aufstieg faustischen Menschen. In M. Buhr, Das geistige Erbe Europas (pp. 64-85). Napoli: Vivarium.
- Gedö, A. (1998). Why Marx or Nietzsche? Nature, Society, and Thought, XI(3), 331-346. https://conservancy.umn.edu/bitstream/handle/11299/149984/nst113a.pdf?sequence=1#page=77
- Gedö, A. (2002). Die Philosophie der Postmoderne im Schatten von Marx. In Gescheiterte Moderne? Zur Ideologiekritik des Postmodernismus (pp. 11-35). Essen: Neue-Impulse.
- Gedö, A. (2002). Philosophie und "Nicht-Philosophie" nach Hegel: Studien zum Streitfall Dialektik. Essen: Neue Impulse Verlag.
- Gedö, A., & Buhr, M. (1978). Über die historische Notwendigkeit des ideologischen Klassenkampfes. Von der bürgerlichen Philosophie zum Marxismus. Frankfurt am Main: Verlag Marxistische Blätter.
- Gedö, A., Buhr, M., & Ruml, V. (1972). Die philosophische Aktualität des Leninismus. Zur Aktualität der Leninschen Positivismus-Kritik. Positivistische „Philosophie der Wissenschaft“ im Lichte der Wissenschaft. Berlin and Boston: De Gruyter. https://doi.org/10.1515/9783112526446

### Traducciones
- Gedö, A. (1982). Crisis Consciousness in Contemporary Philosophy. Berlin and Minneapolis: Akademie-Verlag and Marxist Educational Press.
- Gedö, A. (2018). El ataque contemporáneo a la ciencia. Proletarios: https://proletarios.org/books/Gedo-El_ataque_contemporaneo_a_la_ciencia.pdf

### Material audiovisual
- Gedö, A. (2013, Március 21). "In memoriam Szigeti József" Gedö András előadása. YouTube: https://www.youtube.com/watch?v=9J-wDcwhMhU